# HipHop for PHP
HipHop for PHP (скорочено HipHop) — це ряд рушіїв, які створила компанія Facebook, для виконання PHP-застосунків. Причиною створення HipHop стало бажання зменшити витрати ресурсів серверів Facebook, а facebook.com містить велику кількість PHP скриптів. Із прогресом у розробці HipHop стало зрозуміло, що ці напрацювання можуть покращити швидкодію PHP застосунків загалом, а не тільки конкретних скриптів для яких це створювалося. Застосування HipHop за низкою факторів давало 6-ти кратний приріст продуктивності при генерації web-сторінок у порівнянні з Zend PHP. Одна із цілей розробників HipHop була забезпечити максимальну сумісність із Zend PHP, щоб більшість скриптів написаних під Zend PHP можна було запустити на HipHop без будь-яких правок. В 2010 році HipHop опублікований із відкритим та вільним вихідним кодом.
Поточна[коли?] версія HipHop, відома як HHVM (або віртуальна машина HipHop) була опублікована з відкритим вихідним кодом у кінці 2011 року.
20 березня facebook презентував мову програмування Hack, вона дуже схожа з мовою PHP, але має одну суттєву особливість, а саме статичну типізацію (у PHP динамічна типізація).
HipHop налічує[коли?] 2.7 мільйона рядків в основному на C++, C і PHP, вихідний код відкритий і поширюється безкоштовно через GitHub (відповідно до умов ліцензії PHP версії 3.01).